# Bastimentul România
Bastimentul România (denumită în trecut Ceocan și Prințul Conachi Vogoride) a fost o navă militară cu zbaturi a Flotilei de Război, prima de acest fel din Principatele Unite ale Moldovei și Țării Românești, ce a fost construită în anul 1857 și având inițial scop comercial.

## Istoric

### Context comercial
Transportul sării de la Târgu Ocna devenise în secolul al XIX-lea o problemă de stat dificilă. Pentru rezolvarea ei s-au preconizat mai multe soluții: folosirea Siretului, construcția unei căi ferate între Târgu Ocna și Galați (proiectată de Mihalic de Hodocin (1853), D. Beguin, N. Suțu, A. Bașoltă, P. Mavrogheni (1861), societăți străine, etc.), numeroase proiecte de modernizare a drumurilor. Mihalic de Hodocin s-a oferit a construi o cale ferată între Târgu Ocna și Galați dar domnitorul Grigore Alexandru Ghica considera proiectul prea scump și puțin folositor, asfel s-a propus navigația pe râul Siret cu dubase trase de remorchere, un singur transport putând căra 30-40 de mii de ocale de sare. În 1855 Costache Vizante inaugura transportul pe Siret până la Tulcea și Isaccea cu plutele și pe ambarcațiunile plate impermeabile ale supusului prusac Paul Iacovenco.

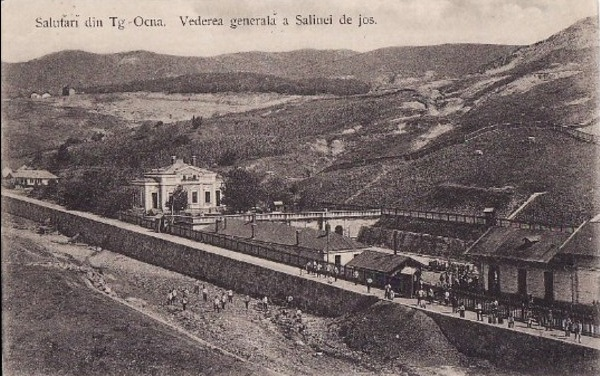
Salina Târgu Ocna la sfârșitul secolului al XIX-lea

În 1857, unul dintre antreprenorii ocnelor de sare de la Târgu Ocna și negustor din București, Constantin Ciocan, a comandat un vapor pentru scop de comerț, acesta fiind construit în același an de firma Neuburg-Kloster din Viena iar motorul cu aburi la Floridsdorf. Avea o lungime de 35 de metri, o lățime de 6 metri și pescajul de 0,6 metri (nava putând intra și pe râul Siret). Deplasamentul era de 130 de tone, puterea mașinii de 240 CP, având o viteză de 14 km/oră în apă stătătoare.
Constantin Ciocan a ajuns să facă comerț cu sare în Serbia, Bulgaria și Turcia. Acesta avea relații de prietenie cu caimacamul Principatului Moldovei, Prințul Nicolae (Conachi) Vogoride, care îi acordase o concesiune, nava a fost botezată la sosirea în țară, în 1857, în „Prințul Conachi Vogoride”. Acesta împreună cu patru șlepuri urcau pe Siret și de la Călieni și Vadu Roșca coborau încărcate cu sare până la Galați, sub comanda căpitanului Ignatz Solz, cu o primă cursă realizată în primăvara anului 1858. Nava transporta sare și în porturile moldovenești Reni, Ismail și Chilia precum și în porturile turcești Isaccea, Tulcea, Sulina și Chilia Veche.
Până în anul 1861 nava a fost folosită pentru a transporta în principal sare dar și alte materiale, cum ar fi cărbuni de lemn și cereale. De obicei, nava ducea un șlep la ureche și unul la remorcă și atunci când Dunărea era mare se naviga foarte bine. Când însă și râul Siret era mare, din cauza curentului foarte puternic, vaporul nu făcea față.
Negustorul Nicolae Ciocan a efectuat transporturi între 1858 și 1861 până când a fost acuzat de contrabandă deoarece la acea vreme transportul de sare de mare de la Sulina era restricționat. Acesta a fost prins, statul confiscând marfa și aplicând o amendă foarte mare ce nu a putut fi plătită. Statul a confiscat nava „Prințul Conachi Vogoride” în anul 1861 și a trecut-o în patrimoniul Flotilei.

### Context militar
Domnitorul Alexandru Ioan Cuza a semnat mai multe ordine privitoare la organizarea și la dezvoltarea Flotilei de Război al noului stat modern, prin Înaltul Ordin de zi nr. 173 din 22 octombrie 1860 definitivându-se unificarea flotilelor Principatului Moldovei și Țării Românești. În acest timp s-a trecut la modernizarea porturilor, navelor și dotărilor de pe acestea, achiziționarea unor nave noi și instruirea cadrelor, trupelor, etc.

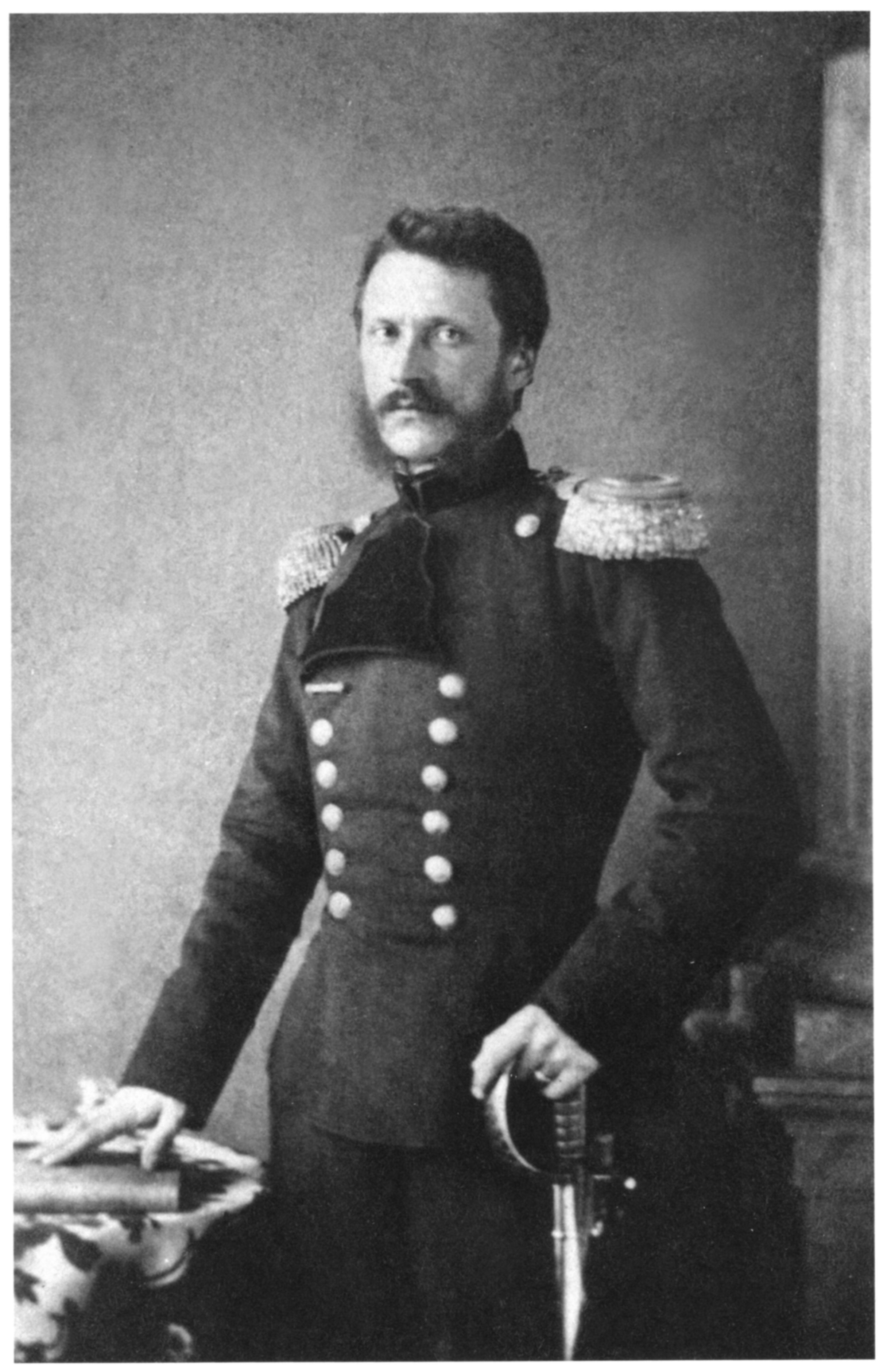
Alexandru Ioan Cuza – fondatorul Flotilei de Război din Principatele Unite ale Moldovei și Țării Românești

După confiscarea năvii negustorului bucureștean, bastimentul a trecut prin reparații succesive la șantierul Mayer din Linz și la Giurgiu unde a fost armată cu două tunuri, posibil din cele ce armau șăicile, de 120 mm, după unele surse, sau cu două tunuri de origine prusacă, de 80 mm care au înarmat ulterior și nava „Ștefan cel Mare”. În același timp a fost dotată cu patru falconete ce fuseseră aduse inițial în anul 1844 din Piemont în Moldova cu scopul armării goeletei „Emma”.
Ulterior, „România” a fost înarmată cu două tunuri-revolver Hotchkiss, cu cinci țevi rotative, probabil de calibrul 37 mm. Tunurile Hotchkiss aveau cinci țevi de 37 de mm și erau capabile să tragă 68 de lovituri pe minut cu acuratețe la o distanță de 1.800 de metri. Versiunea sa navală era concepută ca apărare împotriva torpiloarelor și a fost adoptată și de Rusia și SUA. Pe lângă cele două tunuri, instalate unul la prova, unul la pupa, pe comanda situată pe toată lățimea navei deasupra „casei” zbaturilor mai erau instalate două mitraliere Nordenfeld, model 1880.
Echipajul era format din 32 de oameni, înarmați cu puști.
Domnitorul Alexandru Ioan Cuza a decis botezarea navei cu numele de „România”, ceremonialul având loc în data de 2 august 1862 la Giurgiu, în fața oficialităților vremii, precum Costache Negri sau Savel Manu, devenit astfel, prima navă de război a Principatelor Române.
Primul comandant al bastimentului a fost căpitanul Anton Barbieri, urmat din anul 1868 de locotenentul Niculae Dumitrescu, ulterior de Ioan Murgescu, Vasile Urseanu, etc.
În timpul Războiului de Independență al României nava „România” cât și celelalte nave ale Flotilei („Ștefan cel Mare”, „Fulgerul” și „Rândunica”) au fost puse la dispoziția armatei ruse. „România” a fost ușor modificată prin înălțarea bordurilor cu tablă întărită pentru protecție contra gloanțelor. A participat la instalarea unor baraje de mine, execută numeroase transporturi de trupe, muniții și materiale de construcție pe Dunăre în sprijinul trupelor de pe uscat și participă la asamblarea podului de nave de la Bechet. În luna septembrie a anului 1878 nava a dus la Galați ultimul personal și material al flotilei după ce, în urma armistițiului din Ianuarie 1878 a contribuit la transportul trupelor din zona Vidinului spre Calafat.
După Războiul de Independență nava „România” a fost menținută în exploatare și folosită pentru scurt timp la curse regulate între Giurgiu și Cernavodă, la transporturi și poștă, Serviciul Hidrografic pentru măsurători de îmbunătățire a șenalului navigabil al Dunării. În 1896, odată cu organizarea flotilei în Divizia de Mare și Divizia de Dunăre, bastimentul a fost încadrat Diviziei de Dunăre.
Având aproape 50 de ani de serviciu, nava a suferit numeroase transformări, printre care reconstruirea corpului navei la un șantier din Budapesta și repararea motorului cu aburi, uzat de-al lungul vremii. Corpul vechii nave a devenit pontonul nr. 50, staționat la Galați. Ulterior a fost folosită de Familia Regală a României pentru a se deplasa la diferite evenimente, fiind înlocuită ca iaht regal de nava Ștefan cel Mare.
Nava a fost în dotarea flotei până în preajma Primului Război Mondial, înainte de casare fiind detașată la poliția fluvială.

### Ulterior
În 1976, la Șantierul Naval Galați, a fost lansat mineralierul cu un deadweight de 18.000 tone numit „Tîrgu Ocna”, fiind una dintre cele mai mari nave fabricate la Galați.